# Puchar CEV siatkarek (2000/2001)
Puchar CEV siatkarek 2000/2001 – 21. sezon turnieju rozgrywanego od 1980 roku, organizowanego przez Europejską Konfederację Piłki Siatkowej (CEV) w ramach europejskich pucharów dla żeńskich klubowych zespołów siatkarskich „starego kontynentu”.

## Drużyny uczestniczące
- AS Rochettoise
- Franken Brunnen Karbach
- Obilić Belgrad
- Volley Bartréng
- Pigassos Larissa
- Volco Ommen
- Fortuna Odense
- ATSE Graz
- Cividini Vicenza
- Caja de Ávila
- Dauphines Charleroi
- Vallentuna VBK
- RC Villebon 91
- Dacia Pitești
- GC Vilacondense
- Holte IF
- CSKA Moskwa
- Nim-Se Budapeszt
- Klepp VBK
- VCR Walfer
- Kocaelispor Kulübü Izmit
- AMVJ Amstelveen
- Poštar 064 Belgrad
- OK Breza
- Volley Cats Berlin
- Concordia Lucerna
- Ucam Murcia 01
- Iraklis Saloniki
- Dinamo Bukareszt
- Belbusinessbank Mińsk
- Dinamo Tirana
- Volley Pétange
- Proton Bałakowo
- Penicilina Iași
- Galychanka-Galeksport Termopile
- Mladost Zagrzeb
- Dresdner SC
- BKS Stal Bielsko-Biała
- Vasas Budai Tegla Budapeszt
- KSV Wattwil
- Kemiplas Koper
- Anorthosis Famagusta
- VC Mamer
- OK Kakanj
- CV Porcelos Burgos
- VC Vrilissia
- Göztepe Izmir
- Fortis Herentals
- Foppapedretti Bergamo
- Sirio Perugia
- Beşiktaş JK

## Rozgrywki

### Faza grupowa

#### Grupa A
Karbach
Tabela
| Lp. | Drużyna                 | Pkt | Mecze | Mecze | Mecze | Sety | Sety | Sety  | Małe punkty | Małe punkty | Małe punkty |
| Lp. | Drużyna                 | Pkt | M     | W     | P     | wyg. | prz. | ratio | zdob.       | str.        | ratio       |
| --- | ----------------------- | --- | ----- | ----- | ----- | ---- | ---- | ----- | ----------- | ----------- | ----------- |
| 1   | AS Rochettoise          | 6   | 3     | 3     | 0     | 9    | 1    | 9.000 | 240         | 176         | 1.364       |
| 2   | Franken Brunnen Karbach | 5   | 3     | 2     | 1     | 7    | 3    | 2.333 | 240         | 160         | 1.500       |
| 3   | Obilić Belgrad          | 4   | 3     | 1     | 2     | 3    | 7    | 0.429 | 194         | 230         | 0.843       |
| 4   | Volley Bartréng         | 3   | 3     | 0     | 3     | 1    | 9    | 0.111 | 141         | 249         | 0.566       |

Wyniki
| Data       | Drużyna 1               | Wynik | Drużyna 2               | Sety                       |
| ---------- | ----------------------- | ----- | ----------------------- | -------------------------- |
| 24.11.2000 | AS Rochettoise          | 3:0   | Obilić Belgrad          | 25:19, 25:17, 25:19        |
| 24.11.2000 | Franken Brunnen Karbach | 3:0   | Volley Bartreng         | 25:10, 25:12, 25:8         |
|            |                         |       |                         |                            |
| 25.11.2000 | Volley Bartreng         | 0:3   | AS Rochettoise          | 12:25, 12:25, 7:25         |
| 25.11.2000 | Franken Brunnen Karbach | 3:0   | Obilić Belgrad          | 25:7, 25:21, 25:12         |
|            |                         |       |                         |                            |
| 26.11.2000 | Obilić Belgrad          | 3:1   | Volley Bartreng         | 23:25, 26:24, 25:10, 25:21 |
| 26.11.2000 | AS Rochettoise          | 3:1   | Franken Brunnen Karbach | 25:21, 15:25, 25:22, 25:22 |

#### Grupa B
Ommen
Tabela
| Lp. | Drużyna          | Pkt | Mecze | Mecze | Mecze | Sety | Sety | Sety  | Małe punkty | Małe punkty | Małe punkty |
| Lp. | Drużyna          | Pkt | M     | W     | P     | wyg. | prz. | ratio | zdob.       | str.        | ratio       |
| --- | ---------------- | --- | ----- | ----- | ----- | ---- | ---- | ----- | ----------- | ----------- | ----------- |
| 1   | Pigassos Larissa | 6   | 3     | 3     | 0     | 9    | 2    | 4.500 | 257         | 186         | 1.382       |
| 2   | Volco Ommen      | 5   | 3     | 2     | 1     | 8    | 3    | 2.667 | 256         | 189         | 1.354       |
| 3   | ATSE Graz        | 4   | 3     | 1     | 2     | 3    | 6    | 0.500 | 151         | 189         | 0.799       |
| 4   | Fortuna Odense   | 3   | 3     | 0     | 3     | 0    | 9    | 0.000 | 125         | 225         | 0.556       |

Wyniki
| Data       | Drużyna 1        | Wynik | Drużyna 2        | Sety                              |
| ---------- | ---------------- | ----- | ---------------- | --------------------------------- |
| 24.11.2000 | Pigassos Larissa | 3:0   | Fortuna Odense   | 25:13, 25:14, 25:18               |
| 24.11.2000 | Volco Ommen      | 3:0   | ATSE Graz        | 25:18, 25:12, 25:11               |
|            |                  |       |                  |                                   |
| 25.11.2000 | ATSE Graz        | 3:0   | Fortuna Odense   | 25:9, 25:14, 25:16                |
| 25.11.2000 | Pigassos Larissa | 3:2   | Volco Ommen      | 21:25, 21:25, 25:22, 25:22, 15:12 |
|            |                  |       |                  |                                   |
| 26.11.2000 | ATSE Graz        | 0:3   | Pigassos Larissa | 12:25, 7:25, 16:25                |
| 26.11.2000 | Fortuna Odense   | 0:3   | Volco Ommen      | 13:25, 15:25, 13:25               |

#### Grupa C
Ávila
Tabela
| Lp. | Drużyna             | Pkt | Mecze | Mecze | Mecze | Sety | Sety | Sety  | Małe punkty | Małe punkty | Małe punkty |
| Lp. | Drużyna             | Pkt | M     | W     | P     | wyg. | prz. | ratio | zdob.       | str.        | ratio       |
| --- | ------------------- | --- | ----- | ----- | ----- | ---- | ---- | ----- | ----------- | ----------- | ----------- |
| 1   | Cividini Vicenza    | 6   | 3     | 3     | 0     | 9    | 0    | MAX   | 227         | 159         | 1.428       |
| 2   | Caja de Ávila       | 5   | 3     | 2     | 1     | 6    | 4    | 1.500 | 236         | 220         | 1.073       |
| 3   | Dauphines Charleroi | 4   | 3     | 1     | 2     | 4    | 7    | 0.571 | 237         | 246         | 0.963       |
| 4   | Vallentuna VBK      | 3   | 3     | 0     | 3     | 1    | 9    | 0.111 | 175         | 250         | 0.700       |

Wyniki
| Data       | Drużyna 1           | Wynik | Drużyna 2           | Sety                       |
| ---------- | ------------------- | ----- | ------------------- | -------------------------- |
| 24.11.2000 | Cividini Vicenza    | 3:0   | Dauphines Charleroi | 25:14, 25:18, 25:15        |
| 24.11.2000 | Vallentuna VBK      | 0:3   | Caja de Ávila       | 11:25, 20:25, 22:25        |
|            |                     |       |                     |                            |
| 25.11.2000 | Caja de Ávila       | 3:1   | Dauphines Charleroi | 20:25, 25:20, 26:24, 25:21 |
| 25.11.2000 | Cividini Vicenza    | 3:0   | Vallentuna VBK      | 25:19, 25:15, 25:13        |
|            |                     |       |                     |                            |
| 26.11.2000 | Caja de Ávila       | 0:3   | Cividini Vicenza    | 25:27, 19:25, 21:25        |
| 26.11.2000 | Dauphines Charleroi | 3:1   | Vallentuna VBK      | 25:27, 25:20, 25:13, 25:15 |

#### Grupa D
Villebon
Tabela
| Lp. | Drużyna         | Pkt | Mecze | Mecze | Mecze | Sety | Sety | Sety  | Małe punkty | Małe punkty | Małe punkty |
| Lp. | Drużyna         | Pkt | M     | W     | P     | wyg. | prz. | ratio | zdob.       | str.        | ratio       |
| --- | --------------- | --- | ----- | ----- | ----- | ---- | ---- | ----- | ----------- | ----------- | ----------- |
| 1   | RC Villebon 91  | 6   | 3     | 3     | 0     | 9    | 0    | MAX   | 227         | 139         | 1.633       |
| 2   | Dacia Pitești   | 5   | 3     | 2     | 1     | 6    | 3    | 2.000 | 212         | 190         | 1.116       |
| 3   | GC Vilacondense | 4   | 3     | 1     | 2     | 3    | 7    | 0.429 | 186         | 247         | 0.753       |
| 4   | Holte IF        | 3   | 3     | 0     | 3     | 1    | 9    | 0.111 | 210         | 259         | 0.811       |

Wyniki
| Data       | Drużyna 1       | Wynik | Drużyna 2       | Sety                       |
| ---------- | --------------- | ----- | --------------- | -------------------------- |
| 24.11.2000 | Holte IF        | 0:3   | Dacia Pitești   | 19:25, 22:25, 23:25        |
| 24.11.2000 | RC Villebon 91  | 3:0   | GC Vilacondense | 25:8, 25:6, 25:14          |
|            |                 |       |                 |                            |
| 25.11.2000 | GC Vilacondense | 3:1   | Holte IF        | 31:29, 25:21, 26:28, 25:19 |
| 25.11.2000 | RC Villebon 91  | 3:0   | Dacia Pitești   | 25:18, 25:22, 25:22        |
|            |                 |       |                 |                            |
| 26.11.2000 | Holte IF        | 0:3   | RC Villebon 91  | 12:25, 12:25, 25:27        |
| 26.11.2000 | Dacia Pitești   | 3:0   | GC Vilacondense | 25:19, 25:13, 25:19        |

#### Grupa E
Budapeszt
Tabela
| Lp. | Drużyna          | Pkt | Mecze | Mecze | Mecze | Sety | Sety | Sety  | Małe punkty | Małe punkty | Małe punkty |
| Lp. | Drużyna          | Pkt | M     | W     | P     | wyg. | prz. | ratio | zdob.       | str.        | ratio       |
| --- | ---------------- | --- | ----- | ----- | ----- | ---- | ---- | ----- | ----------- | ----------- | ----------- |
| 1   | CSKA Moskwa      | 6   | 3     | 3     | 0     | 9    | 1    | 9.000 | 249         | 161         | 1.547       |
| 2   | Nim-Se Budapeszt | 5   | 3     | 2     | 1     | 7    | 3    | 2.333 | 243         | 192         | 1.266       |
| 3   | Klepp VBK        | 4   | 3     | 1     | 2     | 3    | 7    | 0.429 | 198         | 230         | 0.861       |
| 4   | VCR Walfer       | 3   | 3     | 0     | 3     | 1    | 9    | 0.111 | 146         | 253         | 0.577       |

Wyniki
| Data       | Drużyna 1        | Wynik | Drużyna 2        | Sety                       |
| ---------- | ---------------- | ----- | ---------------- | -------------------------- |
| 24.11.2000 | VCR Walfer       | 1:3   | Klepp VBK        | 22:25, 12:25, 30:28, 14:25 |
| 24.11.2000 | CSKA Moskwa      | 3:1   | Nim-Se Budapeszt | 25:23, 25:19, 24:26, 25:23 |
|            |                  |       |                  |                            |
| 25.11.2000 | VCR Walfer       | 0:3   | CSKA Moskwa      | 6:25, 10:25, 13:25         |
| 25.11.2000 | Nim-Se Budapeszt | 3:0   | Klepp VBK        | 25:17, 27:25, 25:12        |
|            |                  |       |                  |                            |
| 26.11.2000 | Klepp VBK        | 0:3   | CSKA Moskwa      | 12:25, 16:25, 13:25        |
| 26.11.2000 | Nim-Se Budapeszt | 3:0   | VCR Walfer       | 25:11, 25:9, 25:19         |

#### Grupa F
Amstelveen
Tabela
| Lp. | Drużyna                  | Pkt | Mecze | Mecze | Mecze | Sety | Sety | Sety  | Małe punkty | Małe punkty | Małe punkty |
| Lp. | Drużyna                  | Pkt | M     | W     | P     | wyg. | prz. | ratio | zdob.       | str.        | ratio       |
| --- | ------------------------ | --- | ----- | ----- | ----- | ---- | ---- | ----- | ----------- | ----------- | ----------- |
| 1   | Kocaelispor Kulübü Izmit | 6   | 3     | 3     | 0     | 9    | 0    | MAX   | 225         | 170         | 1.324       |
| 2   | AMVJ Amstelveen          | 5   | 3     | 2     | 1     | 6    | 3    | 2.000 | 211         | 173         | 1.220       |
| 3   | Poštar Belgrad           | 4   | 3     | 1     | 2     | 3    | 7    | 0.429 | 201         | 229         | 0.878       |
| 4   | OK Breza                 | 3   | 3     | 0     | 3     | 1    | 9    | 0.111 | 176         | 241         | 0.730       |

Wyniki
| Data       | Drużyna 1                | Wynik | Drużyna 2                | Sety                       |
| ---------- | ------------------------ | ----- | ------------------------ | -------------------------- |
| 24.11.2000 | Poštar Belgrad           | 0:3   | Kocaelispor Kulübü Izmit | 12:25, 22:25, 20:25        |
| 24.11.2000 | AMVJ Amstelveen          | 3:0   | OK Breza                 | 25:14, 25:10, 25:18        |
|            |                          |       |                          |                            |
| 25.11.2000 | Poštar Belgrad           | 0:3   | AMVJ Amstelveen          | 24:26, 13:25, 19:25        |
| 25.11.2000 | Kocaelispor Kulübü Izmit | 3:0   | OK Breza                 | 25:14, 25:19, 25:23        |
|            |                          |       |                          |                            |
| 26.11.2000 | OK Breza                 | 1:3   | Poštar Belgrad           | 25:16, 14:25, 20:25, 19:25 |
| 26.11.2000 | AMVJ Amstelveen          | 0:3   | Kocaelispor Kulübü Izmit | 15:25, 23:25, 22:25        |

#### Grupa G
Lucerna
Tabela
| Lp. | Drużyna            | Pkt | Mecze | Mecze | Mecze | Sety | Sety | Sety  | Małe punkty | Małe punkty | Małe punkty |
| Lp. | Drużyna            | Pkt | M     | W     | P     | wyg. | prz. | ratio | zdob.       | str.        | ratio       |
| --- | ------------------ | --- | ----- | ----- | ----- | ---- | ---- | ----- | ----------- | ----------- | ----------- |
| 1   | Ucam Murcia 01     | 6   | 3     | 3     | 0     | 9    | 4    | 2.250 | 300         | 260         | 1.154       |
| 2   | Volley Cats Berlin | 5   | 3     | 2     | 1     | 6    | 3    | 2.000 | 207         | 182         | 1.137       |
| 3   | Iraklis Saloniki   | 4   | 3     | 1     | 2     | 5    | 8    | 0.625 | 265         | 297         | 0.892       |
| 4   | Concordia Lucerna  | 3   | 3     | 0     | 3     | 4    | 9    | 0.444 | 258         | 291         | 0.887       |

Wyniki
| Data       | Drużyna 1            | Wynik | Drużyna 2            | Sety                              |
| ---------- | -------------------- | ----- | -------------------- | --------------------------------- |
| 24.11.2000 | Volley Cats Berlin   | 0:3   | Ucam Murcia 01       | 22:25, 12:25, 23:25               |
| 24.11.2000 | Concordia Lucerna    | 2:3   | Iraklis Saloniki     | 20:25, 25:13, 23:25, 27:25, 14:16 |
|            |                      |       |                      |                                   |
| 25.11.2000 | Volley Cats Berlin   | 3:0   | Iraklis Thessaloniki | 25:16, 25:20, 25:15               |
| 25.11.2000 | Ucam Murcia 01       | 3:2   | Concordia Lucerna    | 25:20, 23:25, 25:15, 24:26, 15:7  |
|            |                      |       |                      |                                   |
| 26.11.2000 | Iraklis Thessaloniki | 2:3   | Ucam Murcia 01       | 25:17, 28:30, 26:24, 16:25, 15:17 |
| 26.11.2000 | Concordia Lucerna    | 0:3   | Volley Cats Berlin   | 23:25, 19:25, 14:25               |

#### Grupa H
Bukareszt
Tabela
| Lp. | Drużyna          | Pkt | Mecze | Mecze | Mecze | Sety | Sety | Sety  | Małe punkty | Małe punkty | Małe punkty |
| Lp. | Drużyna          | Pkt | M     | W     | P     | wyg. | prz. | ratio | zdob.       | str.        | ratio       |
| --- | ---------------- | --- | ----- | ----- | ----- | ---- | ---- | ----- | ----------- | ----------- | ----------- |
| 1   | Dinamo Bukareszt | 6   | 3     | 3     | 0     | 9    | 0    | MAX   | 227         | 132         | 1.720       |
| 2   | Minchanka Mińsk  | 5   | 3     | 2     | 1     | 6    | 3    | 2.000 | 211         | 178         | 1.185       |
| 3   | Dinamo Tirana    | 4   | 3     | 1     | 2     | 3    | 6    | 0.500 | 167         | 201         | 0.831       |
| 4   | Volley Pétange   | 3   | 3     | 0     | 3     | 0    | 9    | 0.000 | 132         | 226         | 0.584       |

Wyniki
| Data       | Drużyna 1             | Wynik | Drużyna 2             | Sety                |
| ---------- | --------------------- | ----- | --------------------- | ------------------- |
| 24.11.2000 | Dinamo Bukareszt      | 3:0   | Volley 80 Petange     | 25:7, 25:13, 25:15  |
| 24.11.2000 | Belbusinessbank Mińsk | 3:0   | Dinamo Tirana         | 25:21, 25:12, 25:22 |
|            |                       |       |                       |                     |
| 25.11.2000 | Volley 80 Petange     | 0:3   | Belbusinessbank Mińsk | 17:25, 18:25, 11:25 |
| 25.11.2000 | Dinamo Tirana         | 0:3   | Dinamo Bukareszt      | 14:25, 11:25, 11:25 |
|            |                       |       |                       |                     |
| 26.11.2000 | Dinamo Tirana         | 3:0   | Volley 80 Petange     | 25:12, 26:24, 25:15 |
| 26.11.2000 | Dinamo Bukareszt      | 3:0   | Belbusinessbank Mińsk | 25:14, 27:25, 25:22 |

#### Grupa I
Zagrzeb
Tabela
| Lp. | Drużyna                         | Pkt | Mecze | Mecze | Mecze | Sety | Sety | Sety  | Małe punkty | Małe punkty | Małe punkty |
| Lp. | Drużyna                         | Pkt | M     | W     | P     | wyg. | prz. | ratio | zdob.       | str.        | ratio       |
| --- | ------------------------------- | --- | ----- | ----- | ----- | ---- | ---- | ----- | ----------- | ----------- | ----------- |
| 1   | Proton Bałakowo                 | 6   | 3     | 3     | 0     | 9    | 1    | 9.000 | 247         | 195         | 1.267       |
| 2   | Penicilina Iași                 | 5   | 3     | 2     | 1     | 6    | 4    | 1.500 | 224         | 216         | 1.037       |
| 3   | Mladost Zagrzeb                 | 4   | 3     | 1     | 2     | 4    | 8    | 0.500 | 254         | 274         | 0.927       |
| 4   | Galychanka-Galeksport Termopile | 3   | 3     | 0     | 3     | 3    | 9    | 0.333 | 237         | 277         | 0.856       |

Wyniki
| Data       | Drużyna 1                       | Wynik | Drużyna 2                       | Sety                              |
| ---------- | ------------------------------- | ----- | ------------------------------- | --------------------------------- |
| 24.11.2000 | Proton Bałakowo                 | 3:0   | Galychanka-Galeksport Termopile | 25:23, 25:19, 25:18               |
| 24.11.2000 | Penicilina Iași                 | 3:0   | Mladost Zagrzeb                 | 25:19, 27:25, 25:20               |
|            |                                 |       |                                 |                                   |
| 25.11.2000 | Proton Bałakowo                 | 3:0   | Penicilina Iași                 | 25:20, 25:19, 25:11               |
| 25.11.2000 | Galychanka-Galeksport Termopile | 2:3   | Mladost Zagrzeb                 | 25:23, 23:25, 25:17, 14:25, 13:15 |
|            |                                 |       |                                 |                                   |
| 26.11.2000 | Galychanka-Galeksport Termopile | 1:3   | Penicilina Iași                 | 12:25, 23:25, 25:22, 17:25        |
| 26.11.2000 | Mladost Zagrzeb                 | 1:3   | Proton Bałakowo                 | 21:25, 25:22, 16:25, 23:25        |

#### Grupa J
Drezno
Tabela
| Lp. | Drużyna                     | Pkt | Mecze | Mecze | Mecze | Sety | Sety | Sety  | Małe punkty | Małe punkty | Małe punkty |
| Lp. | Drużyna                     | Pkt | M     | W     | P     | wyg. | prz. | ratio | zdob.       | str.        | ratio       |
| --- | --------------------------- | --- | ----- | ----- | ----- | ---- | ---- | ----- | ----------- | ----------- | ----------- |
| 1   | Dresdner SC                 | 6   | 3     | 3     | 0     | 9    | 0    | MAX   | 229         | 123         | 1.862       |
| 2   | Stal Bielsko-Biała          | 5   | 3     | 2     | 1     | 6    | 4    | 1.500 | 237         | 161         | 1.472       |
| 3   | Vasas Budai Tegla Budapeszt | 4   | 3     | 1     | 2     | 4    | 6    | 0.667 | 209         | 166         | 1.259       |
| 4   | KSV Wattwil                 | 3   | 3     | 0     | 3     | 0    | 9    | 0.000 | 0           | 225         | 0.000       |

Wyniki
| Data       | Drużyna 1                   | Wynik | Drużyna 2                   | Sety                       |
| ---------- | --------------------------- | ----- | --------------------------- | -------------------------- |
| 24.11.2000 | Stal Bielsko-Biała          | 3:1   | Vasas Budai Tegla Budapeszt | 25:23, 16:25, 25:16, 25:18 |
| 24.11.2000 | KSV Wattwil                 | 0:3   | Dresdner SC                 | 0:25, 0:25, 0:25           |
|            |                             |       |                             |                            |
| 25.11.2000 | Vasas Budai Tegla Budapeszt | 3:0   | KSV Wattwil                 | 25:0, 25:0, 25:0           |
| 25.11.2000 | Dresdner SC                 | 3:0   | Stal Bielsko-Biała          | 28:26, 25:21, 26:24        |
|            |                             |       |                             |                            |
| 26.11.2000 | Stal Bielsko-Biała          | 3:0   | KSV Wattwil                 | 25:0, 25:0, 25:0           |
| 26.11.2000 | Dresdner SC                 | 3:0   | Vasas Budai Tegla Budapeszt | 25:19, 25:11, 25:22        |

#### Grupa K
Koper
Tabela
| Lp. | Drużyna              | Pkt | Mecze | Mecze | Mecze | Sety | Sety | Sety  | Małe punkty | Małe punkty | Małe punkty |
| Lp. | Drużyna              | Pkt | M     | W     | P     | wyg. | prz. | ratio | zdob.       | str.        | ratio       |
| --- | -------------------- | --- | ----- | ----- | ----- | ---- | ---- | ----- | ----------- | ----------- | ----------- |
| 1   | Kemiplas Koper       | 6   | 3     | 3     | 0     | 9    | 0    | MAX   | 225         | 103         | 2.184       |
| 2   | VC Mamer             | 5   | 3     | 2     | 1     | 6    | 3    | 2.000 | 195         | 181         | 1.077       |
| 3   | OK Kakanj            | 4   | 3     | 1     | 2     | 3    | 8    | 0.375 | 177         | 245         | 0.722       |
| 4   | Anorthosis Famagosta | 3   | 3     | 0     | 3     | 2    | 9    | 0.222 | 183         | 251         | 0.729       |

Wyniki
| Data       | Drużyna 1            | Wynik | Drużyna 2            | Sety                              |
| ---------- | -------------------- | ----- | -------------------- | --------------------------------- |
| 24.11.2000 | Anorthosis Famagusta | 2:3   | OK Kakanj            | 15:25, 25:21, 25:15, 20:25, 10:15 |
| 24.11.2000 | Kemiplas Koper       | 3:0   | VC Mamer             | 25:23, 25:12, 25:10               |
|            |                      |       |                      |                                   |
| 25.11.2000 | VC Mamer             | 3:0   | Anorthosis Famagusta | 25:20, 25:18, 25:21               |
| 25.11.2000 | Kemiplas Koper       | 3:0   | OK Kakanj            | 25:15, 25:5, 25:9                 |
|            |                      |       |                      |                                   |
| 26.11.2000 | OK Kakanj            | 0:3   | VC Mamer             | 15:25, 16:25, 16:25               |
| 26.11.2000 | Anorthosis Famagusta | 0:3   | Kemiplas Koper       | 11:25, 11:25, 7:25                |

#### Grupa L
Burgos
Tabela
| Lp. | Drużyna                               | Pkt | Mecze | Mecze | Mecze | Sety | Sety | Sety  | Małe punkty | Małe punkty | Małe punkty |
| Lp. | Drużyna                               | Pkt | M     | W     | P     | wyg. | prz. | ratio | zdob.       | str.        | ratio       |
| --- | ------------------------------------- | --- | ----- | ----- | ----- | ---- | ---- | ----- | ----------- | ----------- | ----------- |
| 1   | CV Porcelos Burgos CV Porcelos Burgos | 4   | 2     | 2     | 0     | 6    | 1    | 6.000 | 172         | 152         | 1.132       |
| 2   | VC Vrilissia                          | 3   | 2     | 1     | 1     | 4    | 4    | 1.000 | 185         | 178         | 1.039       |
| 3   | Karşıyaka SK Karşıyaka SK             | 2   | 2     | 0     | 2     | 1    | 6    | 0.167 | 145         | 172         | 0.843       |

Wyniki
| Data       | Drużyna 1          | Wynik | Drużyna 2          | Sety                       |
| ---------- | ------------------ | ----- | ------------------ | -------------------------- |
| 24.11.2000 | VC Vrilissia       | 3:1   | Göztepe Izmir      | 25:15, 21:25, 25:22, 25:20 |
| 25.11.2000 | CV Porcelos Burgos | 3:1   | VC Vrilissia       | 20:25, 25:20, 26:24, 25:20 |
| 26.11.2000 | Göztepe Izmir      | 0:3   | CV Porcelos Burgos | 19:25, 20:25, 24:26        |

### 1/8 finału
| Data       | Drużyna 1        | Wynik | Drużyna 2                | Sety                              |
| ---------- | ---------------- | ----- | ------------------------ | --------------------------------- |
| 10.01.2001 | Ucam Murcia 2001 | 1:3   | Cividini Vicenza         | 25:11, 25:15, 25:19               |
| 17.01.2001 | Ucam Murcia 2001 | 0:3   | Cividini Vicenza         | 25:20, 25:15, 25:15               |
| 11.01.2001 | Dinamo Bukareszt | 1:3   | Fortis Herentals         | 25:15, 25:22, 25:15               |
| 17.01.2001 | Dinamo Bukareszt | 1:3   | Fortis Herentals         | 21:25, 25:14, 25:18, 27:25        |
| 16.01.2001 | CSKA Moskwa      | 0:3   | Foppapedretti Bergamo    | 24:26, 13:25, 15:25               |
| 18.01.2001 | CSKA Moskwa      | 0:3   | Foppapedretti Bergamo    | 18:25, 24:26, 22:25               |
| 10.01.2001 | Dresdner SC      | 3:0   | Kemiplas Koper           | 25:16, 25:15, 25:21               |
| 17.01.2001 | Dresdner SC      | 3:0   | Kemiplas Koper           | 22:25, 19:25, 20:25               |
| 11.01.2001 | Sirio Perugia    | 3:0   | Pigassos Larissa         | 22:25, 16:25, 25:21, 25:22, 7:15  |
| 17.01.2001 | Sirio Perugia    | 3:1   | Pigassos Larissa         | 20:25, 23:25, 14:25               |
| 10.01.2001 | AS Rochettoise   | 2:3   | RC Villebon 91           | 20:25, 25:17, 25:20 24:26, 15:13  |
| 17.01.2001 | AS Rochettoise   | 0:3   | RC Villebon 91           | 22:25, 15:25, 23:25               |
| 10.01.2001 | Beşiktaş JK      | 3:0   | Kocaelispor Kulübü Izmit | 18:25, 25:27, 17:25               |
| 17.01.2001 | Beşiktaş JK      | 1:3   | Kocaelispor Kulübü Izmit | 18:25, 12:25, 13:25               |
| 09.01.2001 | Proton Bałakowo  | 3:1   | Constr. Damesa Burgos    | 25:17, 20:25, 18:25, 25:20, 15:12 |
| 16.01.2001 | Proton Bałakowo  | 3:2   | Constr. Damesa Burgos    | 18:25, 16:25, 15:25               |

### 1/4 finału
| Data       | Drużyna 1        | Wynik | Drużyna 2             | Sety                             |
| ---------- | ---------------- | ----- | --------------------- | -------------------------------- |
| 07.02.2001 | Cividini Vicenza | 3:0   | Fortis Herental       | 25:12, 25:10, 25:17              |
| 14.02.2001 | Cividini Vicenza | 2:3   | Fortis Herental       | 25:17, 25:22, 25:17              |
| 06.02.2001 | Dresdner SC      | 1:3   | Foppapedretti Bergamo | 18:25, 14:25, 22:25              |
| 15.02.2001 | Dresdner SC      | 0:3   | Foppapedretti Bergamo | 27:25, 15:25, 22:25, 25:20, 5:15 |
| 07.02.2001 | Sirio Perugia    | 3:1   | RC Villebon 91        | 22:25, 25:16, 25:18, 25:21       |
| 14.02.2001 | Sirio Perugia    | 3:2   | RC Villebon 91        | 17:25, 27:25, 25:22, 29:27       |
| 08.02.2001 | Beşiktaş JK      | 3:0   | Proton Bałakowo       | 25:15, 25:15, 23:25, 25:21       |
| 14.02.2001 | Beşiktaş JK      | 1:3   | Proton Bałakowo       | 20:25, 24:26, 17:25              |

### Turniej finałowy
Vicenza

#### Półfinał
| Data       | Drużyna 1             | Wynik | Drużyna 2     | Sety                       |
| ---------- | --------------------- | ----- | ------------- | -------------------------- |
| 03.03.2001 | Cividini Vicenza      | 3:1   | Sirio Perugia | 18:25, 25:19, 25:22, 25:20 |
| 03.03.2001 | Foppapedretti Bergamo | 3:0   | Beşiktaş JK   | 25:11, 25:20, 26:24        |

#### Mecz o 3. miejsce
| Data       | Drużyna 1     | Wynik | Drużyna 2   | Sety                |
| ---------- | ------------- | ----- | ----------- | ------------------- |
| 04.03.2001 | Sirio Perugia | 3:0   | Beşiktaş JK | 25:22, 25:23, 25:16 |

#### Finał
| Data       | Drużyna 1        | Wynik | Drużyna 2             | Sety                |
| ---------- | ---------------- | ----- | --------------------- | ------------------- |
| 04.03.2001 | Cividini Vicenza | 3:0   | Foppapedretti Bergamo | 25:15, 25:18, 25:21 |

## Klasyfikacja końcowa
| Miejsce | Drużyna               |
| ------- | --------------------- |
| złoto   | Cividini Vicenza      |
| srebro  | Foppapedretti Bergamo |
| brąz    | Sirio Perugia         |
| 4.      | Beşiktaş JK           |